# Andrew Scott Waugh

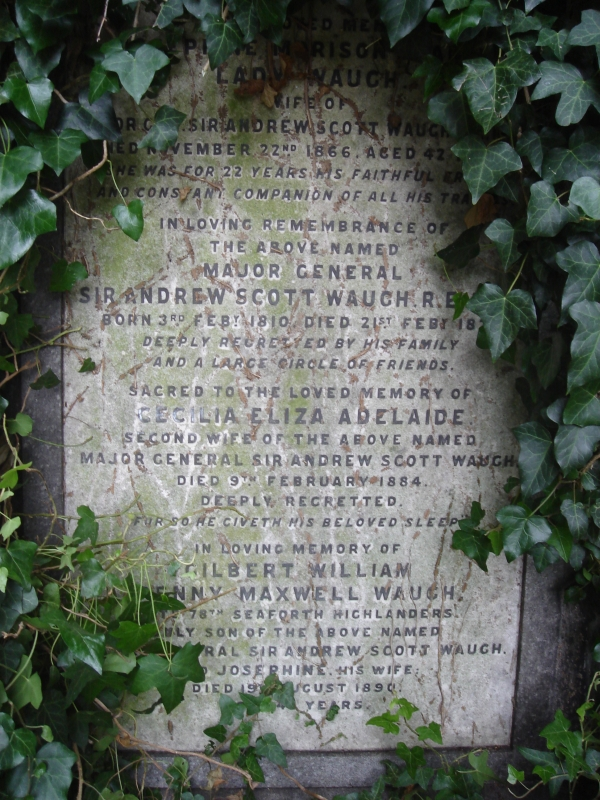
Náhrobní deska Andrewa Scotta Waugha

Generálmajor Sir Andrew Scott Waugh (3. února 1810 – 21. února 1878 Anglie) byl britský armádní důstojník a zeměměřič, známý hlavně jako pojmenovatel nejvyšší hory světa.
Waugh začal pracovat na velkém trigonometrickém měření Indie jako mladý důstojník roku 1832, po odchodu George Everesta roku 1843 byl jmenován generálním průzkumníkem a pokračoval v Everestově práci v Himálaji.
Několik užitečných informací bylo získáno již před 1847; týmu trvalo měsíce spočítat, analyzovat a extrapolovat složitou trigonometrii této oblasti.

## Mount Everest
V roce 1852 jednoho dne přišel za Waughem vůdce týmu Sikdar a oznámil mu, že hora označována jako "Peak XV" je pravděpodobně nejvyšší bod oblasti a nejspíše i na světě. Žádný z pozorovatelů tomu nechtěl uvěřit, protože vzdálenosti mezi horami jsou obrovské a bylo těžké rozpoznat, která z nich je vyšší. Waugh tento výsledek nepublikoval až do roku 1856, kdy sám navrhl, aby byl "Peak XV" přejmenován na Mount Everest, podle jeho předchůdce.
Sláva následovala brzy po ověření výsledků Waughova týmu. V roce 1857 mu udělila Královská geografická společnost medaili patrona a o rok později se i on stal členem královské společnosti. O tři roky později mu byla udělena hodnost generálmajora.